# Dialectalismo activo

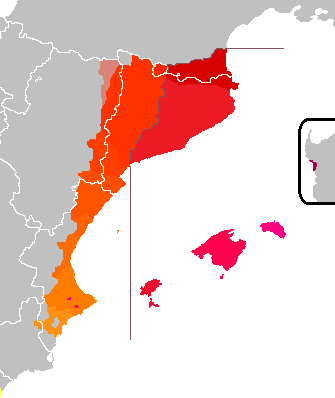
Dominio lingüístico del catalán.

Un dialectalismo activo es un rasgo que no existía en un dialecto en el momento de su formación a partir de la expansión territorial de otro dialecto. Son un ejemplo los rasgos del mallorquín aparecidos en este dialecto después de su formación a partir del catalán central, en el que no han existido nunca, como la serie de consonantes oclusivas palatales de una parte del mallorquín.